# هیولای پرشهوت
هیولای پُرشهوت (ایتالیایی: La Bestia in calore) یک فیلم بهره‌کشی ایتالیایی به کارگردانی لوئیجی باتسلا است که در سال ۱۹۷۷ منتشر شد.

## گزیدهٔ بازیگران
- ماشا ماگال
- جینو تورینی
- ادیلیو کیم
- میشل کیسی
- برد هریس
- سالواتوره باکارو
- بریگیته اسکای
- آلفردو ریتسو